# Церковь Иоанна Крестителя (Варсту)
Церковь Иоанна Крестителя или церковь Мы́нисте-Ри́тсику (эст. Mõniste-Ritsiku Ristija Johannese kirik) — православная церковь, расположенная в посёлке Варсту волости Рыуге уезда Вырумаа, Эстония. Архитектурный памятник.
Церковь Иоанна Крестителя используется приходом Мынисте-Ритсику Эстонской апостольской православной церкви.

## История
Церковь была построена в 1855 году на территории мызы Менцен) (нем. Menzen, Мынисте, эст. Mõniste mõis), которая была разрушена во время Эстонской освободительной войны. Рядом с церковью также находилось кладбище Ритсику, и, поскольку церковь располагалась не в основанной на территории бывшей мызы деревне Мынисте, её для уточнения стали называть церковью Мынисте-Ритсику.
14 января 1998 года церковь была внесена в Государственный регистр памятников культуры Эстонии как архитектурный памятник. При инспектировании 10 августа 2023 года её состояние было признано плохим.
17 сентября 2016 года в церкви был открыт памятный камень в честь Теодора Петаля и Анны Петаль, в 2012 году причисленных к лику новомучеников. Памятный камень был освящён митрополитом Стефаном вместе со священниками Андреасом Пыллу, Александром Сарапику и Юстинусом Кивилоо. В открытии памятного камня также участвовал почётный караул Выруского полка.

## Галерея

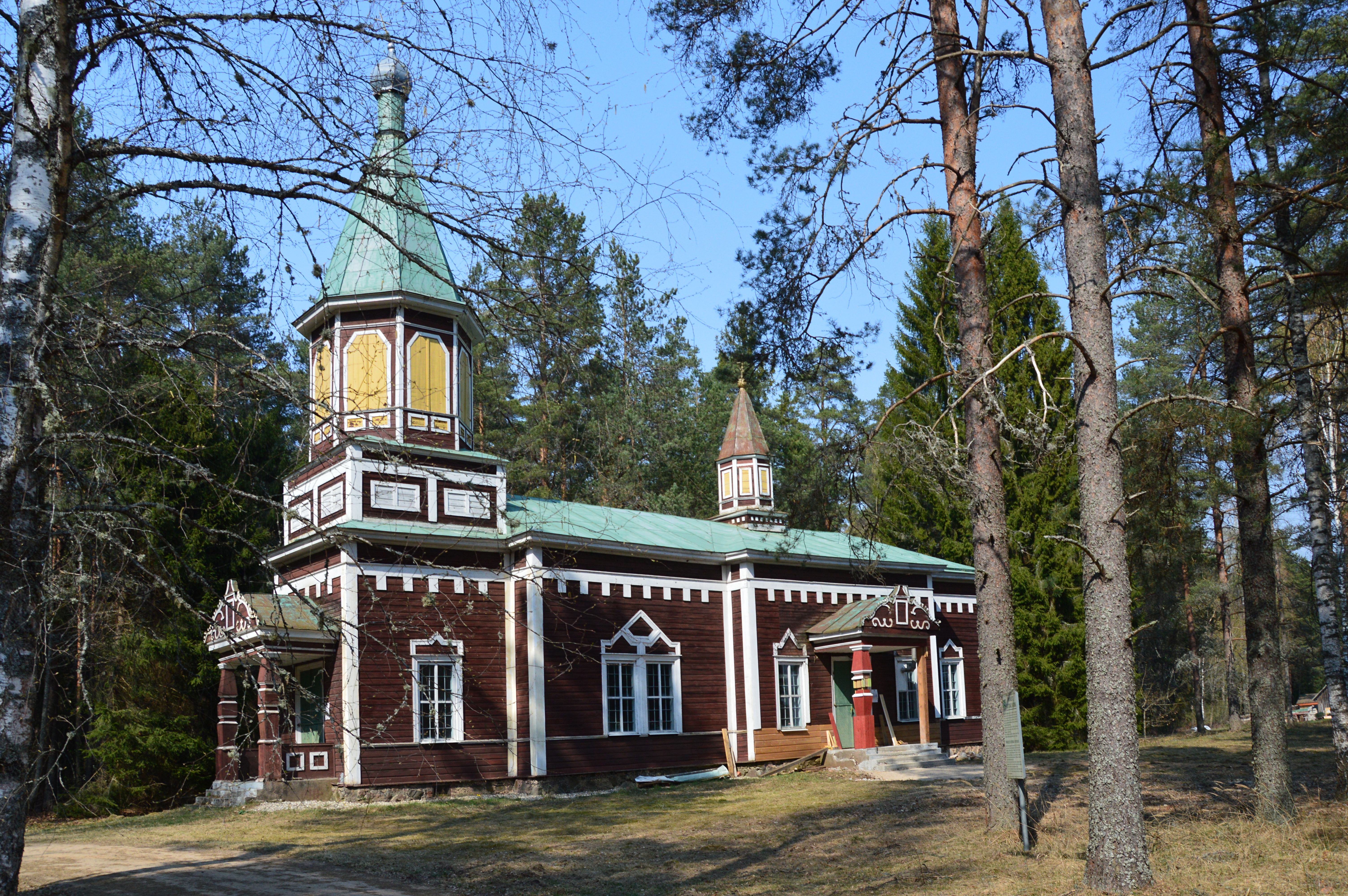
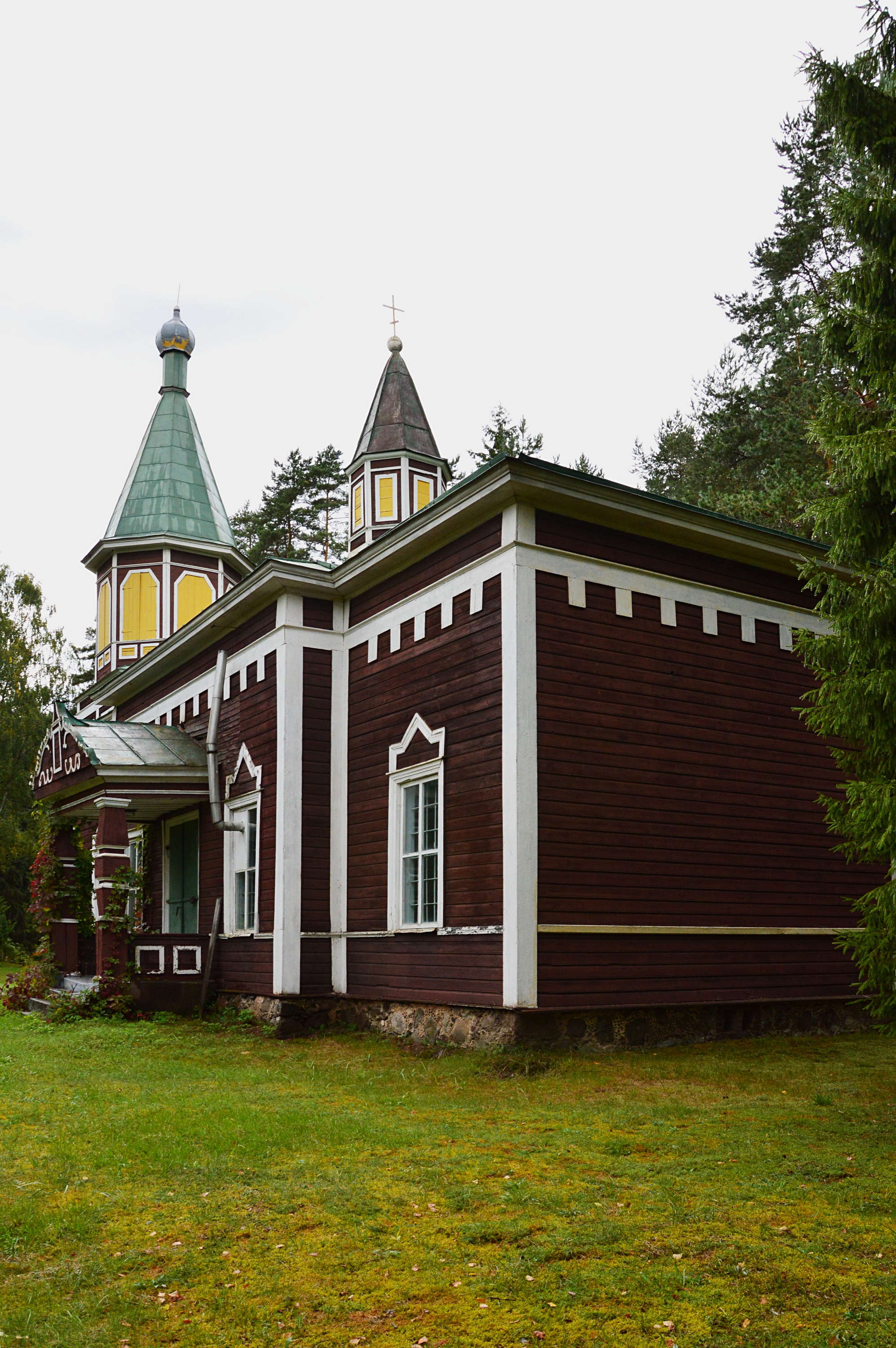
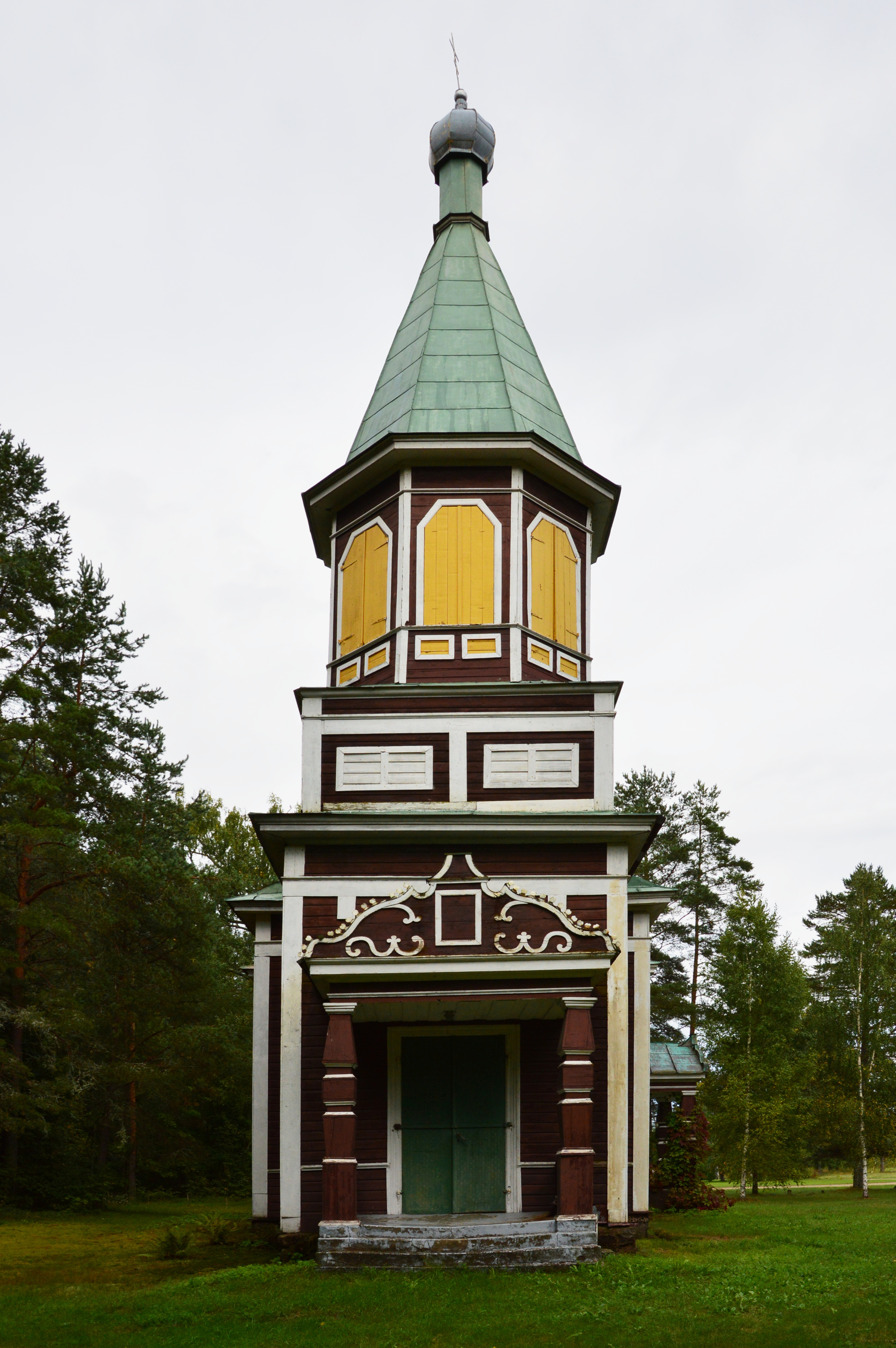
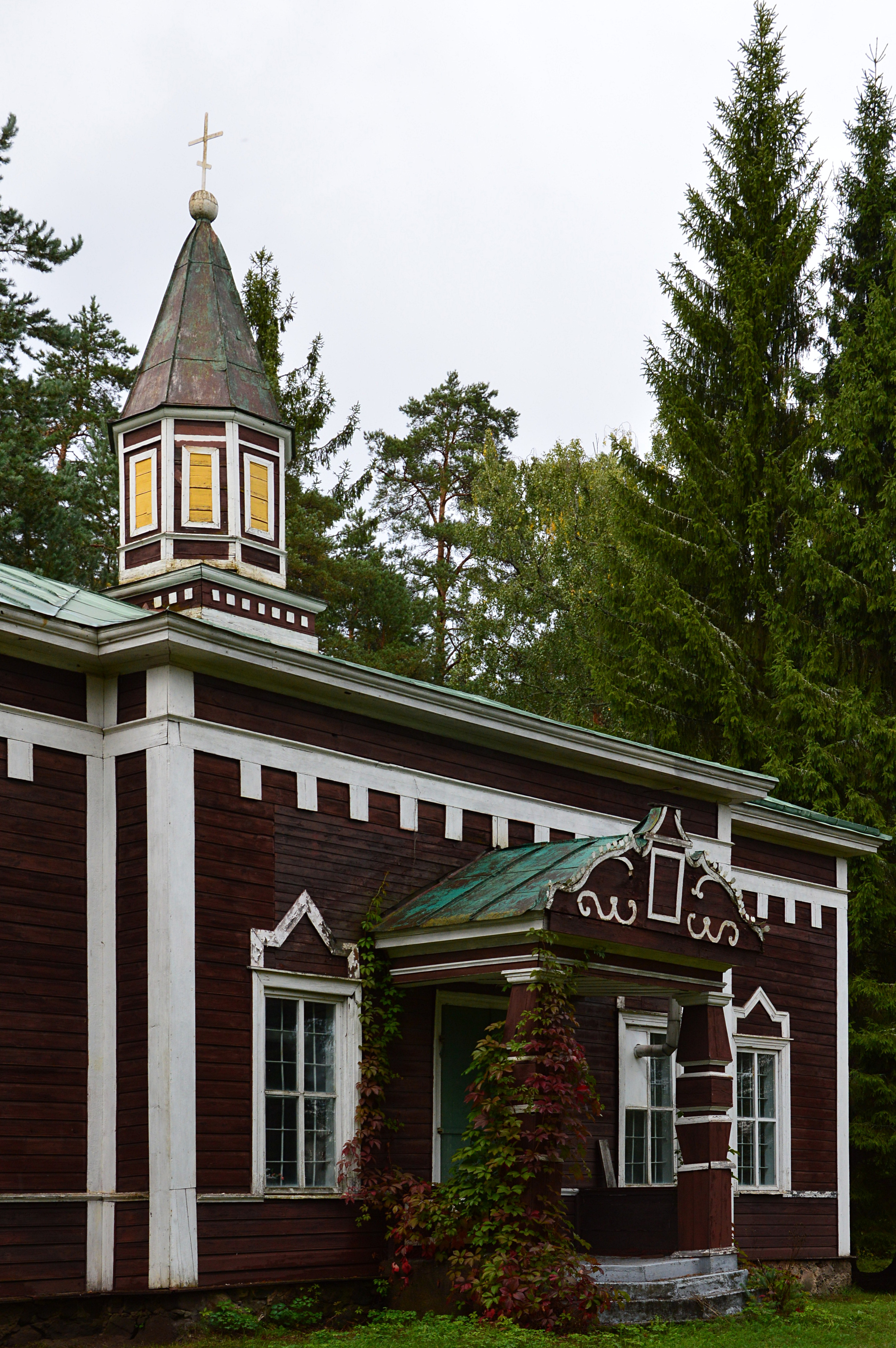
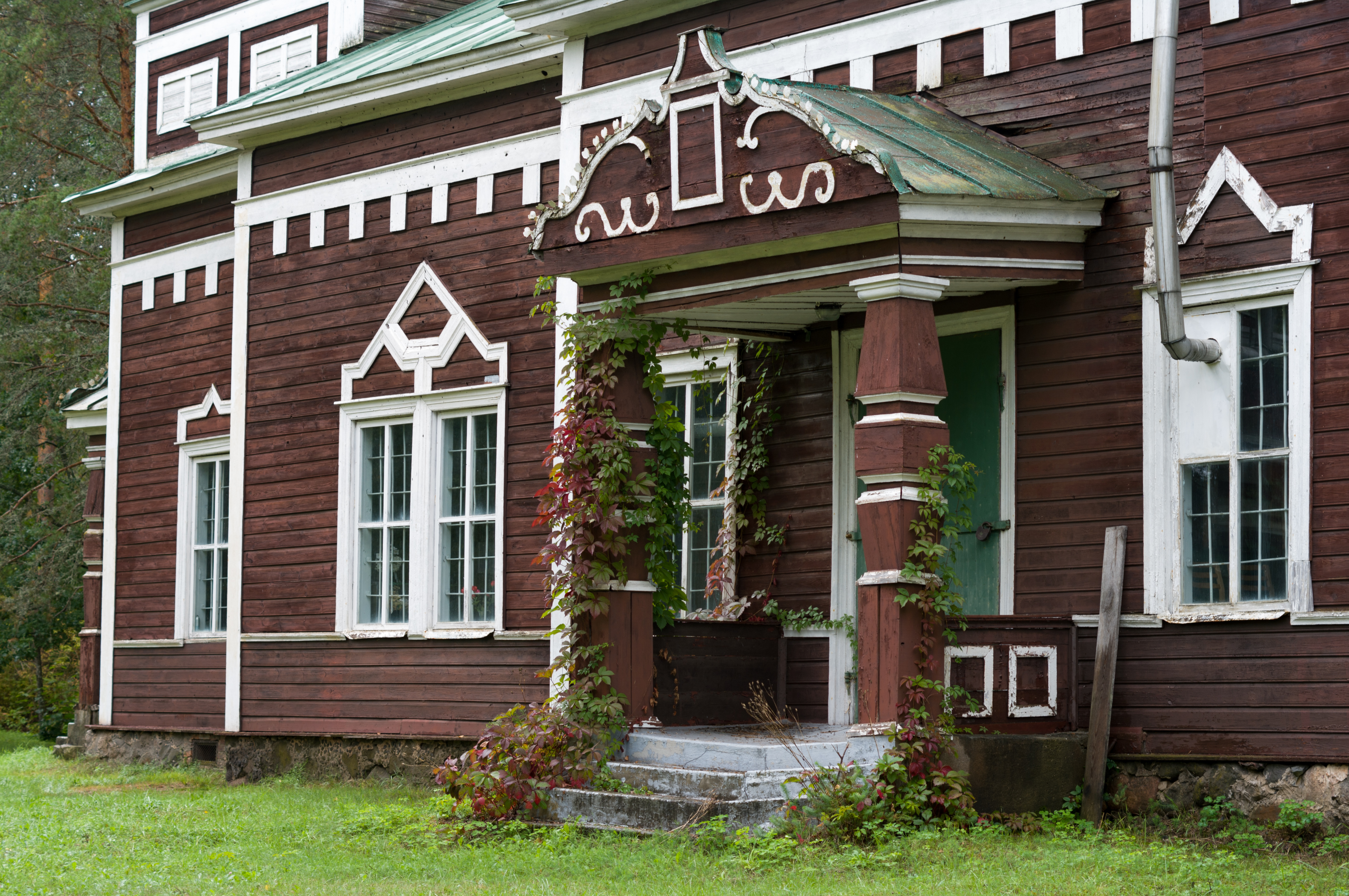